# 秋利美記雄
秋利 美記雄（あきとし みきお、1966年2月11日 - ）は、日本の実業家、クイズプレイヤー。合同会社カラコロモ代表。山口県下関市出身。名古屋大学文学部卒業。

## 人物
中学生の頃は、クイズの部活動が無かったことから、自分で勝手にクイズのサークルを作って仲間らと遊んでいたという。

### アメリカ横断ウルトラクイズ
1984年、『史上最大！第8回アメリカ横断ウルトラクイズ』（日本テレビ）で予選を突破するも、グアムの「突撃○×泥んこクイズ」で敗退。その後同年12月に、第15回で機内ペーパークイズ1位となった大石禎らと共に名古屋大学クイズ研究会を創設。さらには社会人クイズサークル「どえりゃあもんくらぶ」を、同大学クイズ研究会の後輩であった仲野隆也（後の有限会社セブンワンダーズ代表）や五島滋子（第1回ウルトラクイズ準優勝）と共に設立。
1989年、『史上最大！第13回アメリカ横断ウルトラクイズ』で5年ぶりに予選を突破し、オーストラリア大陸上陸・アメリカ本土上陸を果たす。出場者の1人である長戸勇人をライバル視しており、第9チェックポイントのショットオーバーで行われた「地獄のお叫びクイズ」では秋利の絶叫フレーズが「長戸帰れー!!」（それを聞いた長戸が「秋利帰れ」と言ったため、長戸の絶叫フレーズが急遽「秋利帰れー!!」に変更された）、準決勝のボルティモアで行われた「通せんぼクイズ」は、長戸、永田喜彰、田川憲治と対決。準決勝用に用意された問題140問が使い果たされるほどの激戦を繰り広げ、長戸の通過を8回阻止するが、田川と共に敗退（なお、罰ゲームとして行われた3位決定戦を制したので、3位秋利、4位田川となっている）。第4チェックポイントの団体戦では長戸と同じチームだった。
その後、ファミリー劇場の『今だから話せるアメリカ横断ウルトラクイズ丸秘証言集 PART II』で秋利、長戸、永田、田川の4人が出演し、特別ルール（番組当時の構成を担当していた萩原津年武が製作した10問の問題に早押しで解答。正解で1ポイント、不正解でマイナス1ポイント）で再現されたボルチモアの戦いで優勝し、リベンジを果たしている。だが、長戸と永田がお手つきを連発、秋利と田川は無解答だったため、最終的には長戸と永田がマイナス1ポイント、秋利と田川が0ポイントという結果だったので、易しい決勝問題を正解した秋利が勝利した。第14回にも出場したが、ドーム予選で敗退した。
その他主な戦績として『クイズタイムショック』トップ賞。その後も『ギミア・ぶれいく 史上最強のクイズ王決定戦』（第5位）、『FNS1億2,000万人のクイズ王決定戦!』や『カルトQ（競馬）』に出場するなど、クイズプレイヤーとしての活動を続ける。1990年の時点では、学習塾の講師を務める傍ら、英語やフランス語の翻訳の仕事をしていた。
設立した名古屋大学クイズ研究会は、秋利と長戸との対決が縁となり、同研究会最大のライバルである立命館大学クイズソサエティーとの交流戦である「名立戦」（めいりつせん）を、国立と私立との垣根を越え、毎年11月頃に定期的に実施するようになった。

### 実業家として
1993年、シンガポールに移住し、1995年にはベトナムのホーチミンに移住。
1997年にアパレル会社の通訳を経て、2003年5月にホーチミンにてアパレル商社Maido Co., Ltd.を設立。
2009年、日本の貿易会社カラコロモを設立し、アパレルのコンサルティングやポータルサイト「アパレルリソースインインドシナ」を立ち上げるなど、東南アジアを中心にビジネスを展開している。